# قاعده صحت
قاعده صحت  (به عربی: اصالة الصحة) یعنی اصل صحیح بودن، یکی از قواعد مهم فقه است که در حقوق اسلامی نیز کاربرد فراوان دارد. سه احتمال دربارهٔ قاعده صحت در فعل غیر وجود دارد.
احتمال اول اینکه منظور از آن جواز تکلیفی باشد. احتمال دوم اینکه صحت وضعی باشد و سوم آنکه صحت معاملات اعم از عقود و ایقاعات باشد.
قاعده صحت به معنی اول یعنی اگر شخصی مرتکب فعلی شد و حرمت یا حلیت آن فعل مشکوک بود، بنا بر جواز و حلیت تکلیفی آن فعل گذاشته شود.
قاعده صحت به معنی دوم یعنی آثار صحت وضعی را مرتبت کنند که در مقابل فساد قرار دارد.
در هر دو صورت اول اگر دیگری مرتکب عملی شود و صحت یا فساد آن فعل برای دیگران مؤثر باشد طبق این قاعده بنا را بر صحت می‌گذارند.
معنای سوم قاعده صحت این است که اگر معامله‌ای چه از نوع عقود و چه از ایقاعات صورت گرفت و صحت آن مورد شک واقع گردید، بنا را بر صحت آن معامله بگذارند.

## مقصود از قاعده صحت
مقصود از قاعده اصالة الصحة همان معنای سوم است.